# Daniel O'Keefe
Daniel "Danno" O'Keefe, né le 2 juin 1907 et mort le 2 juin 1967, est un joueur de football gaélique qui gagna le championnat d’Irlande de football gaélique pour le Comté de Kerry. Il jouait gardien de but. Il a été désigné meilleur gardien de but de tous les temps et à ce titre figure dans l’équipe du Millénaire de football gaélique.
Bien que né à Fermoy dans le comté de Cork, Dan O'Keefe joua pour le Comté de Kerry dans les années 1930 et 1940. Il devient le premier joueur à remporter sept championnats (1931, 1932, 1937, 1939, 1940, 1941 et 1946) ce qui constitua un record qui ne fut égalé qu’en 1986. Il joua 10 finales du All-Ireland ce qui est aussi un record.
O'Keefe remporta aussi 14 championnats du Munster et une seule National League. Il jouait pour le club de Keirns O'Rahillys.
En 1984 il est nommé par le GAA dans l’équipe du siècle puis en 2000 dans l’équipe du millénaire.
Daniel O'Keefe a aussi figuré sur un timbre irlandais.